# ランディ・マモラ

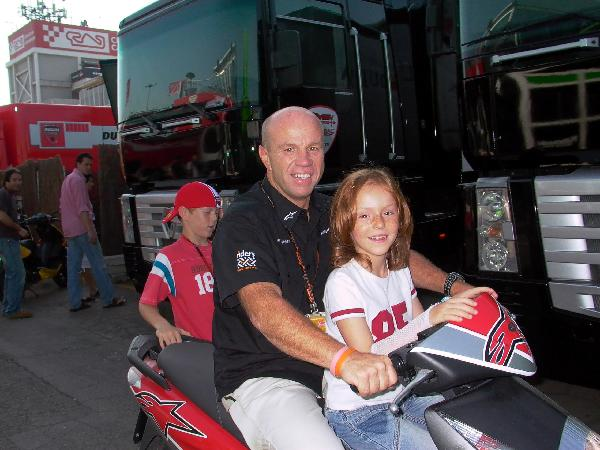
2006年、バルセロナで

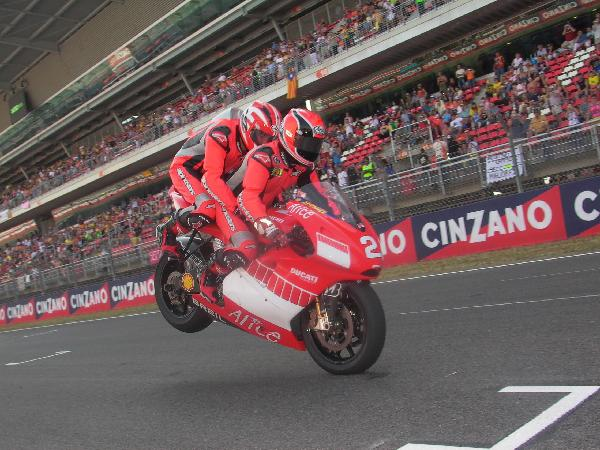
2シータードウカティでジャックナイフを演ずるマモラ、2006年、バルセロナで

ランディ・マモラ (Randy Mamola, 1959年11月10日 - ) は、アメリカ合衆国カリフォルニア州サンノゼ生まれのモーターサイクル・ロードレースライダー。当時、500ccクラスに参戦していた4メーカー（ホンダ、ヤマハ、スズキ、カジバ）全てのワークスマシンを走らせた経験を持つ。GP500でのシリーズランキング2位4回などタイトル争いに絡みながら、チャンピオンには届かなかったことから無冠の帝王とのニックネームを持つ。
陽気な性格とジャックナイフ（画像参照）などの派手なパフォーマンスで、ファンや関係者に愛された人気者であった。引退後は国際中継のピットレポーターとして活躍している。現役時代より賞金を寄附するなどのチャリティー活動に熱心なことで知られる。

## 経歴

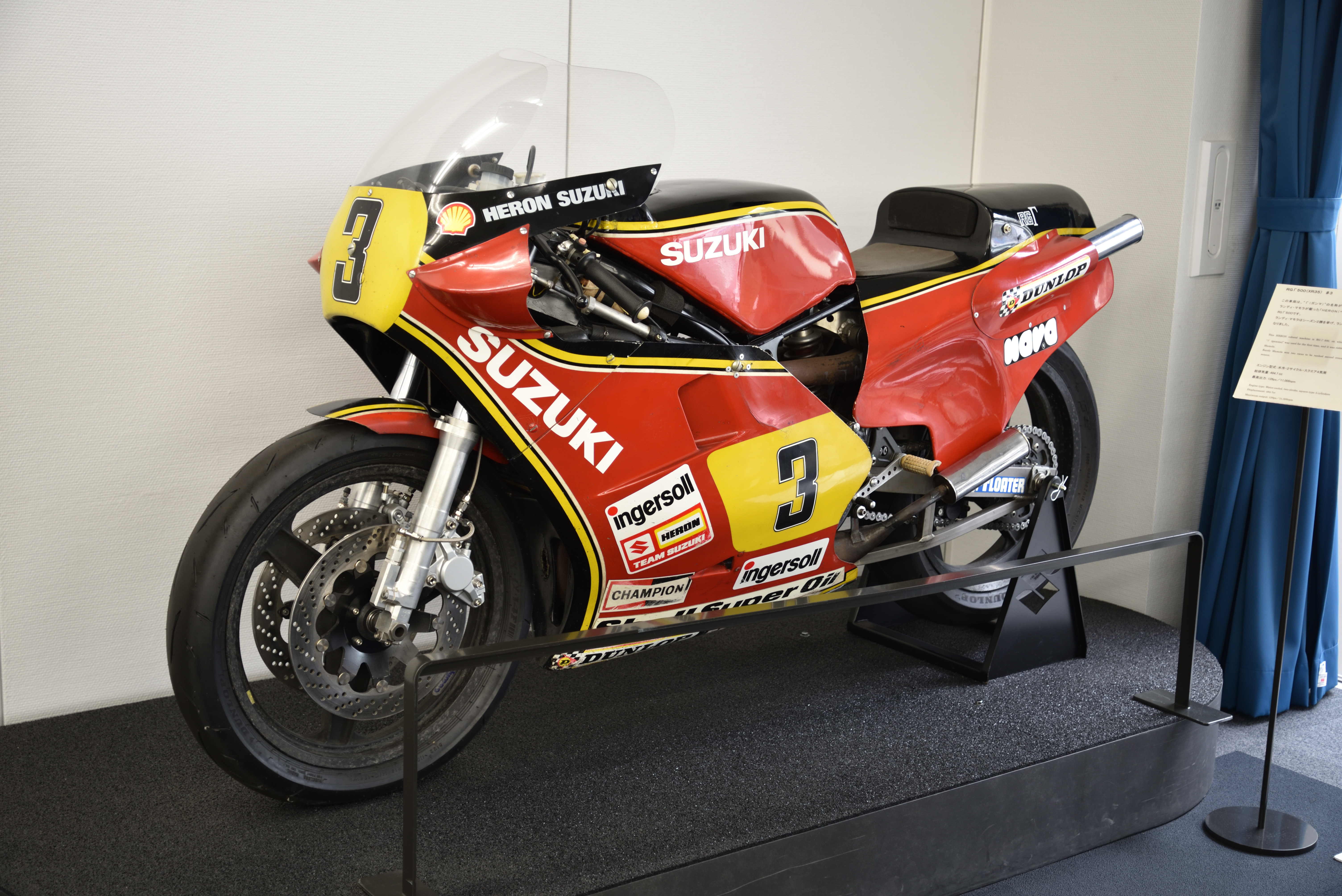
1981年型スズキ・RG-Γ500

1979年に19歳の若さでロードレース世界選手権 (WGP)デビュー。1980年からイギリスに拠点を置くヘロン・スズキチームに移籍、RGB500でWGP500ccクラスに参戦。GP初優勝を含むシーズン2勝を挙げ、3年連続王者ケニー・ロバーツに次ぐランキング2位を獲得。同僚となったグレーム・クロスビーを初年度から凌駕し、スズキ勢トップの成績を残した。1981年、同じスズキ・RG-Γに乗るマルコ・ルッキネリとタイトル争いとなりランキング2位、同年がチャンピオン獲得の最も大きなチャンスだったとマモラ自身も認めているが、小柄なマモラ用にフレームの寸法を従来より数10mm短くするアジャストを施したRG-Γが、結果的にマモラよりルッキネリのライディングスタイルによりジャストフィットした結果だった、とこの年のマシンを述べている。
1983年シーズンはヤマハがGP500での先鞭をつけたV4エンジンのパワーが有利になり始め、スクエア4エンジンを得意としV型エンジンの開発では後手となっていたスズキがWGPからの一時撤退を表明したため、1984年にむけてケニー・ロバーツを引退で失ったマールボロ・ヤマハの監督ジャコモ・アゴスチーニと交渉をしていたが、「すでに契約済のエディ・ローソンとマモラの2人のトップライダーを抱えるまでの年間予算が84年はない。」と言われたため、交渉はまとまらず開幕時シートがなかった。マモラは自チームを組織してかねてより面識のあったHRCの尾熊洋一監督がアメリカを訪れた際に交渉、前年チャンピオンを獲得したホンダの若きエース、フレディ・スペンサーが開幕戦で負傷したこともあり、シーズン途中第3戦からマモラにホンダ・NS500の貸与が決まりWGP500に復帰する。復帰後、この年シーズン3勝を挙げヤマハのエディ・ローソンに次ぐランキング2位となる。スペンサーの負傷欠場によりマモラにもエース用マシンであるNSR500に乗る機会（イギリスGP、結果は優勝）があるなど、開幕から出ていればチャンピオンになれた年として評価される。ホンダからの評価は高まったものの、1985年もV4エンジン搭載のNSR500はスペンサーのみに与えられ、マモラはV3エンジンのNS500で参戦。大雨となったオランダGPでは4気筒勢を相手にV3エンジン搭載のNSで他を寄せ付けない独走優勝を挙げる。
1986年にV4エンジンを持つヤマハ・YZR500を使用する新チーム「ラッキーストライク・ロバーツ」に移籍し、雨のベルギーGPで移籍後初優勝、ランキング3位となる。1987年、ウェットレースとなったWGP開幕戦の日本GPで圧倒的な速さで独走優勝など、シーズン3勝を挙げシーズン終盤までチャンピオン獲得の可能性を残していた。結果的にホンダのワイン・ガードナーには及ばなかったが、マールボロ・ヤマハのエースであるエディ・ローソンを上回るランキング2位に入る。しかし、チームのボスであるケニー・ロバーツが4年前から期待をかけている若手、ウェイン・レイニーの500cc登用を決め、そのサポートの役割も要望されたマモラは契約更新交渉が破談。1988年からWGP500での表彰台歴も持たない新興勢力であったイタリアのカジバに移籍する。
1988年当時、まだカジバ500は日本製500ccマシンの戦闘力には及ばず、WGP新規参入のピレリタイヤも熟成不足のため成績は芳しくなかったが、雨のベルギーGPではカジバに初の表彰台となる3位をもたらし、前年までと同様の歓声を受けることとなった。1990年まで3シーズンカジバで奮闘したが、1991年よりエディ・ローソンのカジバ入りが決定。エースシートを失ったマモラは1シーズン参戦休止期間となる。1992年にバドワイザービールをメインスポンサーとして獲得、1年落ちのヤマハ・YZR500の貸与を受け、ヤマハのサテライトチームとしてWGP500に復帰する。第9戦ハンガリーGPで表彰台を獲得し、ランキング10位で終えた同年を最後にグランプリライダーを引退した。

## 特徴
雨中など濡れた路面のレースに強く、非力なマシンでも何度も勝利を収め「レイニー・マモラ」の異名をもつ。NS500に乗っていた2シーズンはNSのコーナリング時の前輪荷重(接地感)の不足を補うためコーナーでハングオフする際、外側のステップから足が離れる独特のライディングスタイルをとっており、オートバイ雑誌ではその足が浮いている様子を「マモラ乗り」と呼ばれた。コーナーリング中の前輪への荷重を高めるために体を極端に前輪側、イン側へ預けていった結果、アウト側の足がステップから外れてしまったものである。この変則的なライディングフォームが見られたのはNS500に乗っていた時のみで、他のマシンでの参戦時はステップから足は離れていない。

## 戦績
AMA
- 1972年 - AMAナショナルミニバイクレース チャンピオン[5]。
- 1985年 - AMA Daytona 200mile 2位。

ロードレース世界選手権
- 1979年 - ロードレース世界選手権250ccクラス 4位 （ヤマハ）
  - ロードレース世界選手権500ccクラス 8位 （スズキ）
- 1980年 - ロードレース世界選手権500ccクラス 2位 2勝〔ベルギー、イギリス〕（スズキ/ヘロンスズキ）
- 1981年 - ロードレース世界選手権500ccクラス 2位 2勝〔オーストリア、ユーゴスラビア〕（スズキ/ヘロンスズキ）
- 1982年 - ロードレース世界選手権500ccクラス 6位 1勝〔西ドイツ〕（スズキ/ヘロンスズキ）
- 1983年 - ロードレース世界選手権500ccクラス 3位（ヘロンスズキ）
- 1984年 - ロードレース世界選手権500ccクラス 2位 3勝〔オランダ、イギリス、サンマリノ〕（ホンダ/ホンダ・レーシング）
- 1985年 - ロードレース世界選手権500ccクラス 3位 1勝〔オランダ〕（ホンダ/ロスマンズホンダ）
- 1986年 - ロードレース世界選手権500ccクラス 3位 1勝〔ベルギー〕（/ラッキーストライクロバーツ・ヤマハ）
- 1987年 - ロードレース世界選手権500ccクラス 2位 3勝〔日本、フランス、サンマリノ〕（ヤマハ/ラッキーストライク・ヤマハ・チームロバーツ）
- 1988年 - ロードレース世界選手権500ccクラス 12位（カジバ）[6]
- 1989年- ロードレース世界選手権500ccクラス 18位（カジバ）[6]
- 1990年 - ロードレース世界選手権500ccクラス 14位（カジバ）[6]
- 1992年 - ロードレース世界選手権MotoGPクラス 10位（ヤマハ）[6]

### ロードレース世界選手権[7]
1969年から1987年までのポイントシステム：
| 順位     | 1  | 2  | 3  | 4 | 5 | 6 | 7 | 8 | 9 | 10 |
| ポイント | 15 | 12 | 10 | 8 | 6 | 5 | 4 | 3 | 2 | 1  |

1988年から1992年までのポイントシステム：
| 順位     | 1  | 2  | 3  | 4  | 5  | 6  | 7 | 8 | 9 | 10 | 11 | 12 | 13 | 14 | 15 |
| ポイント | 20 | 17 | 15 | 13 | 11 | 10 | 9 | 8 | 7 | 6  | 5  | 4  | 3  | 2  | 1  |

- 凡例
- ボールド体のレースはポールポジション、イタリック体のレースはファステストラップを記録。

| 年     | クラス | チーム                    | マシン | 1      | 2      | 3      | 4      | 5       | 6      | 7      | 8       | 9      | 10     | 11     | 12     | 13     | 14     | 15     | ポイント | 順位 | 勝利数 |
| ------ | ------ | ------------------------- | ------ | ------ | ------ | ------ | ------ | ------- | ------ | ------ | ------- | ------ | ------ | ------ | ------ | ------ | ------ | ------ | -------- | ---- | ------ |
| 1979年 | 250cc  | Zago-ヤマハ               | TZ250  | VEN 5  |        | GER 2  | NAT 2  | ESP 8   | YUG 10 | NED 7  | BEL -   | SWE -  | FIN -  | GBR 2  | CZE 5  | FRA 4  |        |        | 64       | 4位  | 0      |
| 1979年 | 500cc  | Zago-スズキ               | RG500  | VEN -  | AUT -  | GER -  | NAT -  | ESP -   | YUG -  | NED 13 | BEL DNS | SWE 6  | FIN 2  | GBR -  |        | FRA 2  |        |        | 29       | 8位  | 0      |
| 1980年 | 500cc  | ヘロン-スズキ             | RG500  | NAT NC | ESP 3  | FRA 2  | NED 5  | BEL 1   | FIN 4  | GBR 1  | GER 5   |        |        |        |        |        |        |        | 72       | 2位  | 2      |
| 1981年 | 500cc  | ヘロン-スズキ             | RG500  | AUT 1  | GER 2  | NAT NC | FRA 2  | YUG 1   | NED NC | BEL 3  | RSM 4   | GBR 3  | FIN 2  | SWE 13 |        |        |        |        | 94       | 2位  | 2      |
| 1982年 | 500cc  | HB-スズキ                 | RG500  | ARG NC | AUT 7  | FRA -  | ESP -  | NAT -   | NED 5  | BEL 5  | YUG 7   | GBR 5  | SWE 5  | RSM 2  | GER 1  |        |        |        | 65       | 6位  | 1      |
| 1983年 | 500cc  | HB-スズキ                 | RG500  | RSA 5  | FRA NC | NAT 2  | GER 8  | ESP 4   | AUT 3  | YUG 2  | NED 4   | BEL 3  | GBR 3  | SWE 7  | RSM 5  |        |        |        | 89       | 3位  | 0      |
| 1984年 | 500cc  | HRC-ホンダ                | NS500  | RSA -  | NAT -  | ESP 2  | AUT 3  | GER 3   | FRA 3  | YUG 2  | NED 1   | BEL 2  | GBR 1  | SWE NC | RSM 1  |        |        |        | 111      | 2位  | 3      |
| 1985年 | 500cc  | ロスマンズ-ホンダ         | NSR500 | RSA 5  | ESP NC | GER 8  | NAT 4  | AUT 4   | YUG NC | NED 1  | BEL NC  | FRA 3  | GBR 5  | SWE 5  | RSM 3  |        |        |        | 72       | 6位  | 1      |
| 1986年 | 500cc  | ラッキーストライク-ヤマハ | YZR500 | ESP 4  | NAT 2  | GER 6  | AUT 3  | YUG 2   | NED 2  | BEL 1  | FRA 2   | GBR 5  | SWE 8  | RSM 3  |        |        |        |        | 105      | 3位  | 1      |
| 1987年 | 500cc  | ラッキーストライク-ヤマハ | YZR500 | JPN 1  | ESP 6  | GER 2  | NAT NC | AUT 2   | YUG 2  | NED 3  | FRA 1   | GBR 3  | SWE 3  | CZE 4  | RSM 1  | POR 2  | BRA 3  | ARG 2  | 158      | 2位  | 3      |
| 1988年 | 500cc  | カジバ                    | GP500  | JPN NC | USA -  | ESP -  | EXP -  | NAT 7   | GER NC | AUT NC | NED NC  | BEL 3  | YUG 4  | FRA 6  | GBR 11 | SWE 10 | CZE NC | BRA NC | 58       | 12位 | 0      |
| 1989年 | 500cc  | カジバ                    | GP500  | JPN 16 | AUS NC | USA NC | ESP NC | NAT DNS | GER 12 | AUT NC | YUG 7   | NED 11 | BEL 23 | FRA 11 | GBR -  | SWE -  | CZE 11 | BRA 11 | 33       | 18位 | 0      |
| 1990年 | 500cc  | カジバ                    | GP500  | JPN NC | USA 7  | ESP -  | NAT 7  | GER 9   | AUT 10 | YUG NC | NED 18  | BEL NC | FRA 7  | GBR 6  | SWE NC | CZE 11 | HUN NC | AUS -  | 55       | 14位 | 0      |
| 1992年 | 500cc  | バドワイザー-ヤマハ       | YZR500 | JPN 5  | AUS 8  | MAL 7  | ESP 8  | ITA 10  | EUR 9  | GER NC | NED 5   | HUN 3  | FRA 8  | GBR NC | BRA 10 | RSA NC |        |        | 45       | 10位 | 0      |

## 人物
ランディには両親と姉がいる。趣味はオフロード走行、ジェットスキー。パドックではよく爆竹を鳴らして遊んでいた。
ランディはビートルズのリンゴ・スター（ドラム）のファンである。ビートルズが初めてアメリカに上陸したときにファンになったのだが、そのとき、ランディはまだ5歳であった。父親にドラムセットを買ってもらい、8歳からの4年間はドラムのレッスンを受けていた。12歳になるとオートバイにも心を奪われた。ドラムのレッスンを続けながら、週末にオートバイに乗るという生活を送っていた。もちろん、学校にも行き、宿題もこなした。しかし、これではさすがに多忙なため、ドラムのレッスンはやめることになった。
ドラムのレッスンをやめてからはオートバイレースに熱中し、12歳からの2年間で「600本くらいトロフィーをもらった（マモラ談）」という活躍を見せ、優勝回数は400回である。100ccのマシンでレースに出ていた13歳のころに、ケニー・ロバーツの父であるバスター・ロバーツと知り合い、AMA（アメリカモーターサイクル協会）の250ccレースに出てみないかと誘いを受ける。ケニーのマネージメントをしていたジム・ドイルもマモラの走りを見てAMAのアマチュアライセンスの取得準備を始めてくれた。その後8か月でノービスからジュニアを通り越し、エキスパートに昇格する成績を残したが、15歳のマモラはAMAのプロライセンス取得年齢には達していなかった。しかし好結果によりロサンゼルスにあるヤマハ・インターナショナルと2年契約を結び、ダートトラックレースに参戦する。初優勝は125ccクラスのハーフマイル（約800m）レースであったが、優勝賞金はたったの20ドルであった。それでも、ランディはヤマハと契約しているプロのライダーであった。
マモラ一家はランディを中心に生活が営まれていた。両親はランディのために新たなオートバイを衝動買いしてしまうこともあるぐらいであった。そのためランディは、姉に対して申し訳ないという思いがあり、両親が姉に車を買ってあげるときにはランディもお金を出した。その頃ランディは既にプロのライダーだったのでお金があった。
16歳になったランディは、まずAMA全米選手権の250チャンピオンを目指した。目標とするライダーはケニー・ロバーツだった。ランディのメカニックは父親であった。17歳になるまでの5年間、ランディは父とともにレースを戦った。WGPにアメリカGPがなかった頃、ランディはGPの合間を縫ってアメリカに戻りラグナ・セカでのレースに出場したが、それは家族と再会し、楽しむ時間を持つためでもあった。ジム・ドイルの親しい知人にニュージーランドのレース関係者が多くいたため、ニュージーランドの125ccレースに遠征し優勝する。これは初めて海外への遠征だった。ニュージーランドへは1976年・1977年にも遠征し、当地で年末に開催されるマールボロ・シリーズでヤマハ・TZ750に乗る経験もできた。このシリーズにはパット・ヘネンやグレッグ・ハンスフォードといった実力者も参戦しており、「良い経験ができたし、NZではじめて750に乗った時の有り余るパワーをコントロールする実感がたまらなかった。これがきっかけでコース上でたくさんウィリーをするようになったんだ」と語っている
1978年に初めてヨーロッパへ渡り、ビモータ・ヤマハ（ビモータ製のフレームにヤマハ・TZのエンジンを搭載）のマシンでプライベートライダーとしてWGP250ccクラスに参戦する。しかし、ランディはビモータから離れることになる。その切っ掛けとなったのはビモータ・ヤマハのマシンに装着されていたブレーキであった。このマシンにはイタリア製のブレーキが装着されていたが、ランディがデイトナやイモラのレースを走行中、ブレーキの消耗が激しいために、レース中にブレーキの寿命が来てしまったのである。そのため、ランディはブレーキをヤマハ製に交換することをビモータに要求したが、その要求は受け入れられず、ビモータと離別することになった。ランディはそのことについて次のように語っている。
「イタリア人が昔っからイタリアが最高って気持ちもわかるけどさ」（ランディ・マモラ）
しかし、ビモータとの離別がランディをジャコモ・アゴスチーニと引き合せることになる。ランディはチームメイトのマイク・ボールドウィンの練習用のヤマハ・TZ250でレースを走ることになった。その後、怪我をしたボールドウィンの代役としてスズキ500ccでも走ることになる。1979年秋には初来日し、スポーツランドSUGOで開催された「TBCビッグロードレース」に参戦した。19歳だったマモラはこの頃すでにエンターティナーであり、スタンドの観客へのサービスでウィリー走行を何度も披露し日本のカメラマンや観客を喜ばせた。
1986年からはケニー・ロバーツのチーム「ラッキーストライク・ロバーツ」でもボールドウィンとチームメイトになった。ケニーのチームにはトレーナーがおり、ランディはトレーナーが作成したプログラムにしたがって食事摂取やトレーニングを行っていた。
ランディは1986年当時、地元のアメリカでWGPが開催されないことについて、片山敬済に次のように語っている。
「アメリカ人がずっとチャンピオンだっていうのに、同国人でありながらボクたちを見ることができないなんて、あまりにも寂しいと思わない？   場所的にはヨーロッパ選手権みたいなものだね。今のGPは」（ランディ・マモラ）

「来年（1987年）は日本でもGPが行なわれるよね。あなただって故郷の皆の前で走りたいと思うに違いないんだ」（ランディ・マモラ）
その後、アメリカGPは1988年WGP第2戦としてラグナ・セカで開催された。
ランディはレースを走る上での精神的な面については、大脳での思考によるもの、と考えており、爆竹を鳴らしたりする遊び心を持ちつつも論理的な思考の持ち主でもある。

## 関連文献
- ランディ・マモラ『ランディ・マモラ』ソニー・マガジンズ、1992年3月、ISBN 978-4789706193